# المبادرة المصرية للحقوق الشخصية
المبادرة المصرية للحقوق الشخصية (Egyptian Initiative for Personal Rights) ونعرف اختصاراً بـ (EIPR)، منظمة حقوقية مستقلة تعمل في مصر منذ عام 2002 على تعزيز وحماية الحقوق والحريات الأساسية في مصر، وذلك من خلال أنشطة البحث والدعوة والتقاضي في مجالات الحريات المدنية، والعدالة الاقتصادية والاجتماعية، والديمقراطية والحقوق السياسية، والعدالة الجنائية.